# Укили Ыбырай (аул)
Укили Ыбырай (каз. Үкілі Ыбырай, до 2010 г. — Оскен) — село в Айыртауском районе Северо-Казахстанской области Казахстана. Входит в состав Камсактинского сельского округа. Код КАТО — 593244500.

## Население
В 1999 году население села составляло 262 человека (143 мужчины и 119 женщин). По данным переписи 2009 года, в селе проживало 245 человек (123 мужчины и 122 женщины).

## Известные уроженцы
Укили Ыбырай Сандыбайулы (1860-1930) - композитор, певец и акын импровизатор. В 2010 году к 150-летию композитора в ауле был открыт бюст.